# Archaeolemur
Archaeolemur es un género extinto de lémures de la familia Indriidae.
Eran parte de los llamados lémures gigantes. Poseían extremidades bastante cortas para su tamaño, y seguramente eran un cuadrúpedos terrestres y arbóreos, con un amplio repertorio de posturas motoras. Su habilidad de coger objetos puede haber sido limitada. Tenían dentaduras aptas para consumir alimentos que necesitasen procesamiento previo, como semillas duras.

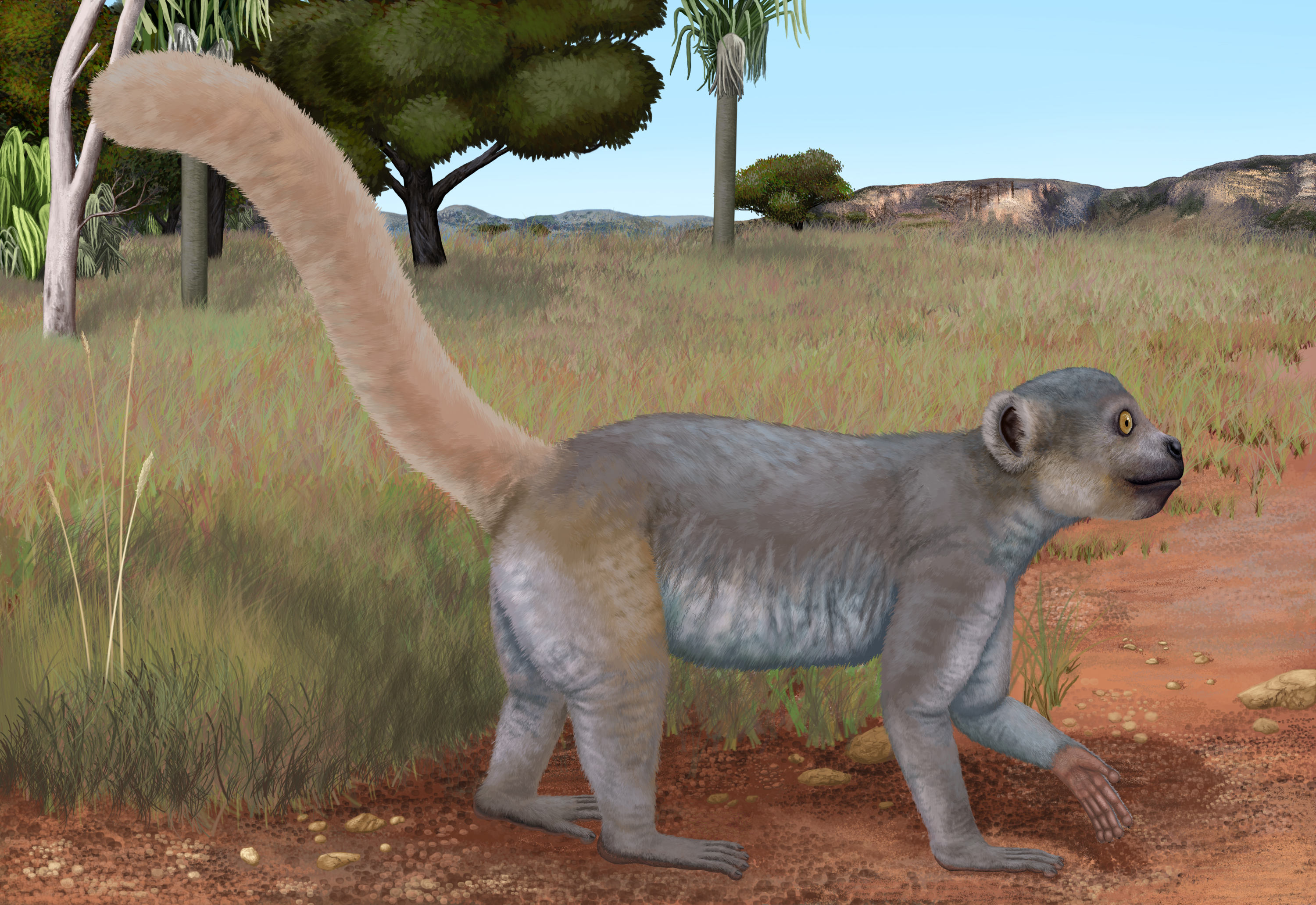
Recreación de Archaeolemur edwardsi.

Es uno de los géneros subfósiles de Madagascar más conocidas, pues se han hallado restos de varios ejemplares. Su clasificación fue puesta en duda con los primeros análisis comparativos de su ADN, que lo alejaban de la familia Indriidae, pero análisis posteriores confirman su clasificación inicial.

## Especies
Cuenta con dos especies conocidas hasta el momento.
- Archaeolemur edwardsi
- Archaeolemur majori